# Sestry augustiniánky služebnice Ježíše a Marie
Sestry augustiniánky služebnice Ježíše a Marie z Veroli je ženská řeholní kongregace, jejíž zkratkou je A.S.G.M.

## Historie
Kongregace byla založena Marií Teresou Spinelli, která byla poválana k založení církevní školy ve Frosinone. Dne 8. října 1821  založila společenství zbožných učitelek. Dne 23. září 1827 přijala Marie spolu s dalšími sestrami od biskupa Francesca Maria Ciprianiho řeholní hábit. 
Sestry přijali Řeholi svatého Augustina a ústavou nové kongregace se stala ústava Kolegiátních sester Svaté rodiny sepsanou Pierem Marcellinem Corradinim.
Dne 20. dubna 1853 byli začleněni do Řádu svatého Augustina a 25. července 1902 získala schválení Svatým stolcem.

## Aktivita a šíření
Kongregace se zabývá vzděláváním a křesťanské výchově mládeže ve školách, internátních školách, sirotčincích a dílnách.
Kromě Itálie jsou přítomni v Austrálii, Brazílii, Demokratické republice Kongo, na Filipínách, v Indii, na Maltě, Spojeném království a USA; generální kurie se nachází v Římě.
Na konci roku 2008 měla kongregace 369 sester v 39 domech.